# Nekrasín
Nekrasín (německy Nekrasin) je malá vesnice, část obce Jarošov nad Nežárkou v okrese Jindřichův Hradec v Jihočeském kraji. Nachází se asi tři kilometry severně od Jarošova nad Nežárkou. Prochází zde silnice I/34. Nekrasín je také název katastrálního území o rozloze 1,98 km².

## Historie
První písemná zmínka o vesnici pochází z roku 1654.

## Obyvatelstvo
| Rok            | 1869 | 1880 | 1890 | 1900 | 1910 | 1921 | 1930 | 1950 | 1961 | 1970 | 1980 | 1991 | 2001 | 2011 | 2021 |
| -------------- | ---- | ---- | ---- | ---- | ---- | ---- | ---- | ---- | ---- | ---- | ---- | ---- | ---- | ---- | ---- |
| Počet obyvatel | 97   | 116  | 99   | 104  | 107  | 89   | 83   | 66   | 64   | 51   | 43   | 37   | 26   | 28   | 40   |
| Počet domů     | 15   | 16   | 16   | 16   | 15   | 15   | 18   | 18   | 16   | 16   | 15   | 19   | 20   | 20   | 20   |

## Obecní správa
Při sčítání lidu v letech 1850–1976 Nekrasín byl osadou obce Hostějeves v okrese Jindřichův Hradec. Od 30. dubna 1976 do 31. prosince 1979 byl částí obce Zdešov v okrese Jindřichův Hradec. Od 1. ledna 1980 je částí obce Jarošov nad Nežárkou v okrese Jindřichův Hradec.

## Pamětihodnosti
- Boží muka
- Venkovská usedlost čp. 9

## Osobnosti
- František Pravda (1817–1904), vlastním jménem Vojtěch Hlinka, český katolický kněz, autor povídek.